# Drupadia florens
Drupadia florens är en fjärilsart som beskrevs av Cowan 1974. Drupadia florens ingår i släktet Drupadia och familjen juvelvingar. Inga underarter finns listade i Catalogue of Life.